# Einosuke Moriyama

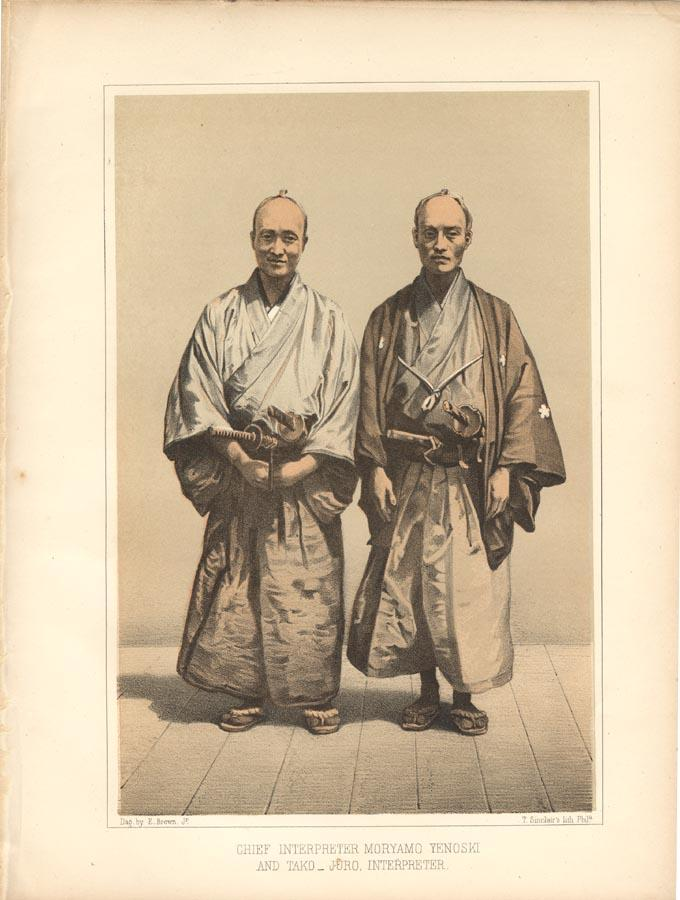
Moriyama (links)

Einosuke Moriyama (森山 栄之助, Nagasaki, 10 juli 1820 – aldaar, 4 mei 1872) was samoerai in de tijd van het Tokugawa-shogunaat. In Nagasaki was hij een van de beste Hollandse tolken. Hij speelde een hoofdrol in de overgang van het Nederlands naar het Engels als belangrijkste taal in het contact van Japan met de buitenwereld.
Moriyama leerde Nederlands en vernederlandst Engels van de Nederlanders op Dejima. Eind 1848, begin 1849 leerde hij Amerikaans Engels spreken van de eerste native speaker van die taal in Japan, Ranald MacDonald, een walvisvaarder die zich met opzet had laten stranden in het hoge noorden van Japan en als gevangene naar Nagasaki was overgebracht.
Als “Chief Dutch Interpreter” werd Moriyama vervolgens een van de belangrijkste, zo niet dé belangrijkste tolk tijdens de onderhandelingen tussen de commodore Matthew Calbraith Perry van de Verenigde Staten van Amerika en vertegenwoordigers van het Tokugawa-shogunaat in 1854 over de opening van Japan voor de buitenwereld, met name voor de Verenigde Staten van Amerika.
In de jaren vijftig van de negentiende eeuw speelde Moriyama voorts een belangrijke rol in besprekingen met vertegenwoordigers van Rusland en het Verenigd Koninkrijk. In 1862 was hij lid van de eerste Japanse missie naar Europa.
Moriyama is begraven bij de Honrenji-tempel in Nagasaki, maar zijn resten zijn later overgebracht naar de Honmyō-ji-tempel in Tokio. De grafsteen in Nagasaki is niet verwijderd. Het graf in Tokio wordt door zijn familie in ere gehouden als, ten onrechte, het graf van 'Japans eerste tolk'.